# Kalinawaja (obwód mohylewski)
Kalinawaja (biał. Калінавая; ros. Калиновая) – wieś na Białorusi, w obwodzie mohylewskim, w rejonie mohylewskim, w sielsowiecie Pałykawiczy, nad Dnieprem.